# William Blair Bruce
William Blair Bruce, né le 8 octobre 1859 à Hamilton en Ontario au Canada, et mort le 17 novembre 1906 à Stockholm en Suède, est un peintre canadien. Après avoir passé plusieurs années en France, il s'installe en Suède avec sa femme la sculptrice suédoise Carolina Benedicks-Bruce. Il est l'un des premiers peintres impressionnistes canadiens.

## Biographie

### Formation
William Blair Bruce est le fils de William Bruce et Janet Blair, originaires d'Écosse qui ont immigré au Canada en 1837 et se sont installés à Hamilton. Ils reconnaissent très tôt le talent artistique de leur fils ; son père lui donne des cours de dessin. William Blair Bruce, après ses études primaires et secondaires, étudie dans sa ville natale le droit au Hamilton Collegiate Institute, puis l'architecture au Mechanics 'Institute ; il travaille pendant deux ans dans le bureau de l'architecte James Balfour. Il reçoit des leçons d'aquarelle et de peinture à l'huile du peintre Henry Martin (1832-1904) et fréquente brièvement la Hamilton Art School en 1877. Il expose deux huiles sur toile et une aquarelle en mai 1881 à l'Ontario Society of Artists.
En 1881, sa famille lui finance un voyage d'étude en France, où il arrive en juillet, à l'âge de 22 ans. Il s'inscrit à l'Académie Julian à Paris et suit les cours des peintres William Bouguereau et Tony Robert-Fleury, qui lui enseignent les bases de la peinture académique. Parallèlement, il s'intéresse à l'école de Barbizon et à la peinture de paysage en plein air et d’après nature ; il loue une maison à Barbizon de 1882 à 1884. Il se rend également à Grez-sur-Loing, où il rencontre des peintres suédois,  tels que Carl Larsson, son épouse Karin Larsson, Bruno Liljefors, ainsi que le dramaturge August Strindberg.

### Premières expositions et voyages
En 1882, Bruce fait ses débuts au Salon de Paris avec un tableau Une lisière de la forêt - matin. Il expose à la Royal Academy of Arts à Londres ; en 1884, il est de nouveau présent au Salon de Paris avec le tableau Temps passé. Malgré une reconnaissance critique, il est en butte à des difficultés financières et, après une dépression nerveuse, il retourne au Canada pour se reposer à l'automne 1885 et préparer une exposition à Toronto. Mais les 200 tableaux qu'il a peints pour ce projet sont perdus dans le naufrage du navire SS City of Brooklyn le 8 novembre 1885 au large de l'île d'Anticosti dans le golfe du Saint-Laurent.
La sculptrice suédoise Carolina Benedicks, issue d'une famille aisée de Stocholm et indépendante financièrement, que Bruce a rencontrée avant son départ de France, lui rend visite avec son oncle à Hamilton en 1886. Bruce et Benedicks se fiancent et retournent en France à la fin de 1886. Bruce s'installe à Barbizon, puis à Giverny en mai 1887. Le peintre Theodore Robinson, un des premiers artistes américains à adopter l'impressionnisme et proche de Claude Monet, a une grande influence sur son style.

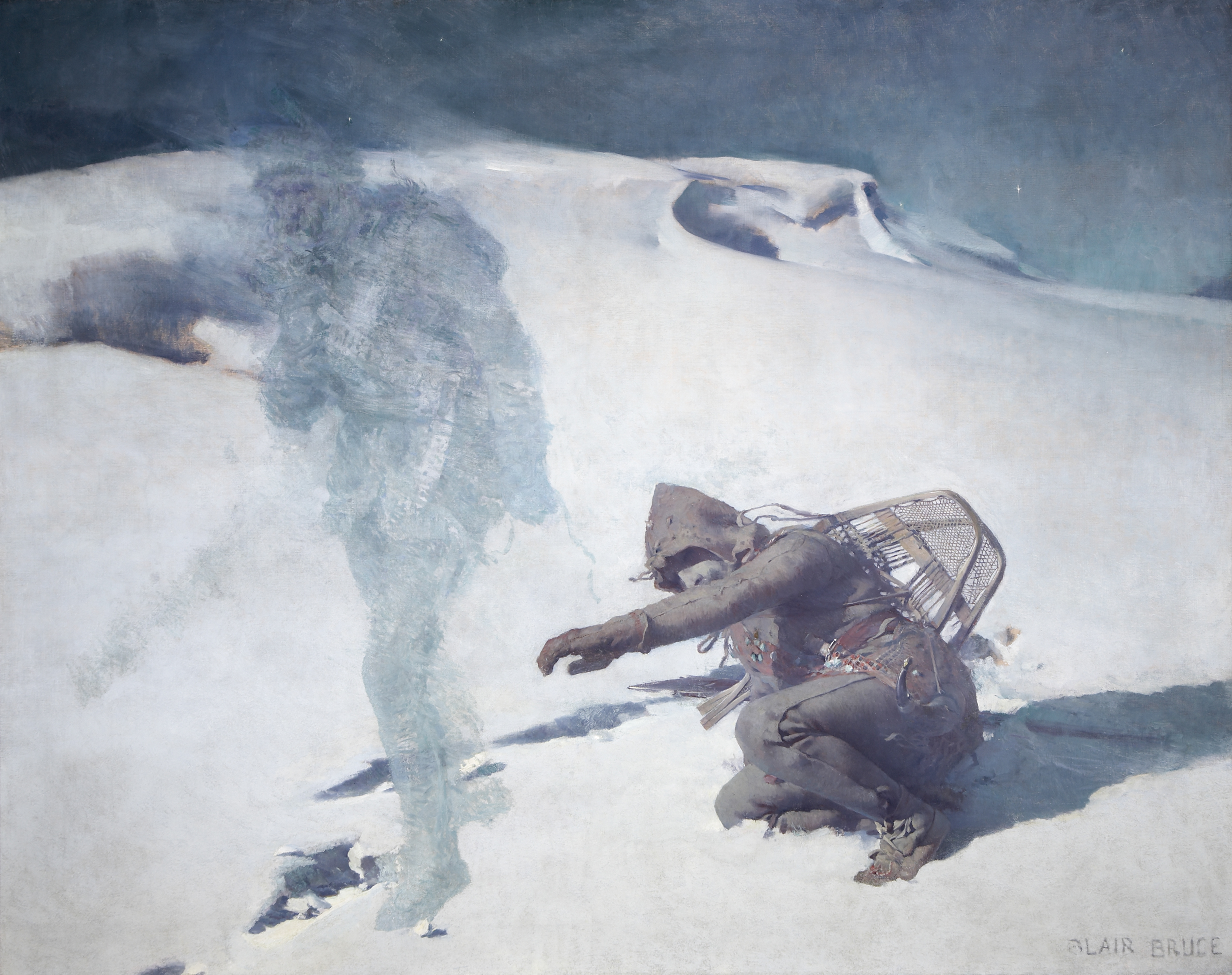
Le Chasseur fantôme, 1888

En 1888, Bruce peint l'un de ses tableaux les plus connus, Le Chasseur fantôme, inspiré du poème Walker of the Snow de Charles Dawson Shanly ; il représente un homme dans un paysage de neige, devant lequel un fantôme apparaît. Exposé au Salon de Paris de 1888, le tableau est remarqué, et suscite des critiques favorables, notamment dans les journaux canadiens. Au printemps de la même année, Caroline Benedicks et William Blair Bruce passent trois mois à Visby sur l'île suédoise de Gotland ; Bruce y réalise des tableaux de paysage marin. Le 4 décembre, ils se marient à Stockholm.
Entre 1887 et 1891, il est dans le noyau du premier groupe d'artistes étrangers venus à Giverny. 
Il s'installe avec sa femme à Grez-sur-Loing, tout en voyageant beaucoup au cours des années suivantes : sud de la France, Venise, Rome, île de Capri, Canada et Suède. Bruce expose en 1896 au Salon de Paris La Méditerranée à Toulon - Temps du Mistral ; il peint sa femme qui est son modèle préféré, notamment dans Studio en plein air où il la représente dessinant sur la terrasse de leur maison. Le peintre américain Walter Gay leur rend visite à Grez-sur-Loing, et achète plusieurs tableaux de Bruce. En 1895, lors d'une brève visite au Canada, Bruce et son épouse se rendent à la Réserve des Six Nations ; Bruce y peint plusieurs portraits d'Iroquois.

### Dernières années en Suède

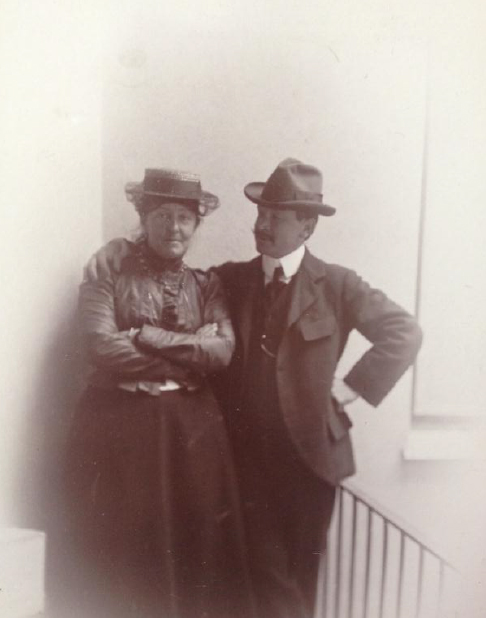
Carolina Benedicks-Bruce et William Blair Bruce

Bruce et son épouse s'installent en permanence sur l'île suédoise de Gotland à partir de 1900 ; ils y acquièrent un domaine, Brucebo, qu'ils agrandissent considérablement. Au cours des dernières années de sa vie, Bruce peint de nombreuses œuvres, notamment des vues de la mer Baltique et des scènes folkloriques suédoises. 
Le 17 novembre 1906, William Blair Bruce meurt à l'âge de 47 ans d'une crise cardiaque à Stockholm. Il est enterré au cimetière de Väskinde sur l'île de Gotland. Sa femme qui lui survit jusqu'en 1935 s'installe définitivement à Brucebo ; en 1914, elle fait don de 29 tableaux de son mari à sa ville natale de Hamilton ; ce don permet la création de l'Art Gallery of Hamilton.
En 1970 le domaine de Brucebo (35 hectares) est déclaré réserve naturelle. La maison elle-même devient en 2009 un musée consacré aux œuvres de Bruce et de sa femme, géré par une fondation qui accorde des bourses aux jeunes artistes canadiens leur offrant la possibilité de vivre et de peindre sur l’île de Gotland,.

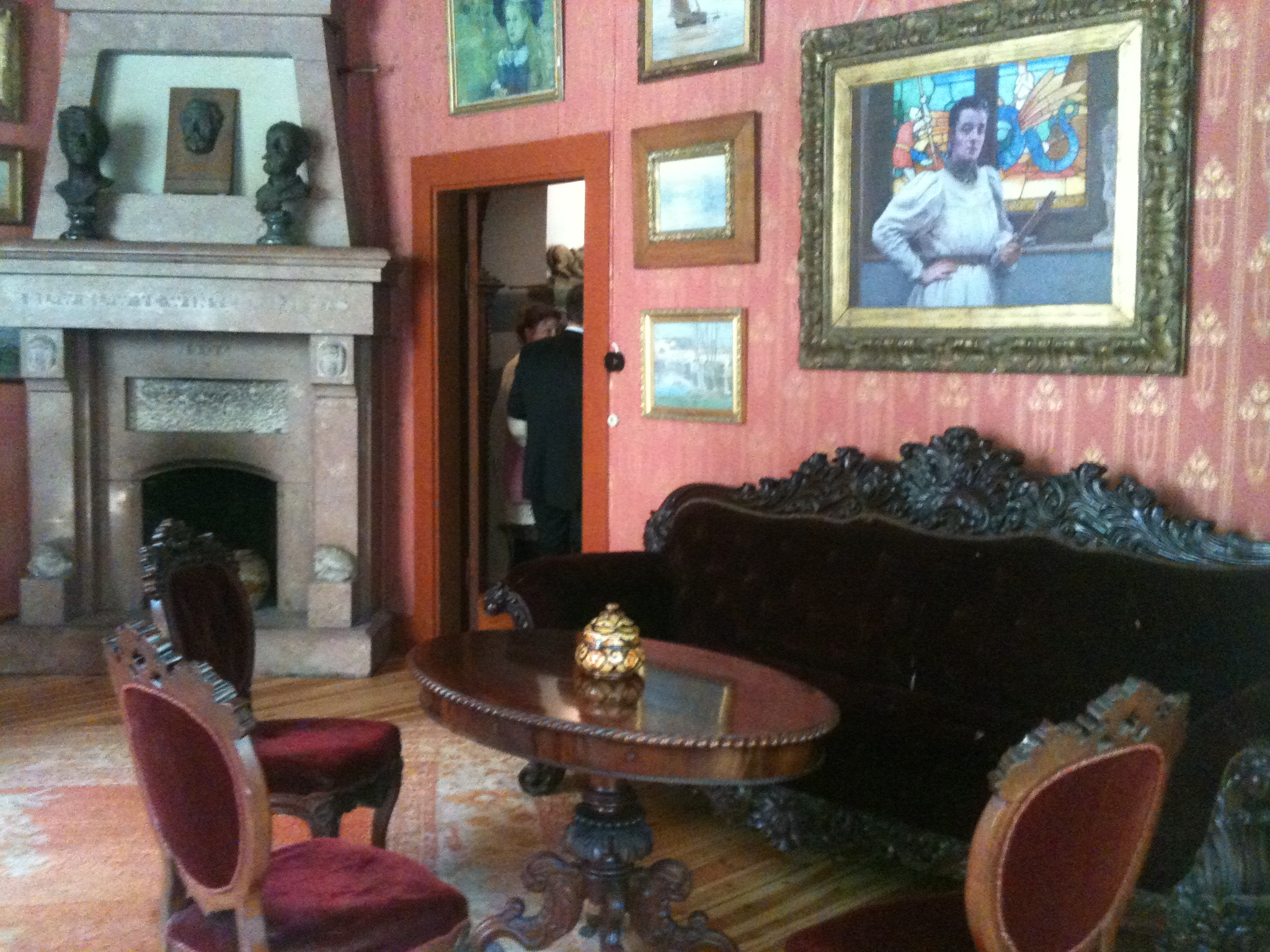
Chambre à Brucebo avec le portrait de Carolina Benedicks par William Blair Bruce

## Œuvres

### Collection publique
- Hamilton, Art Gallery : Le Chasseur fantôme, huile sur toile, 1888.
- Ottawa, Musée des beaux-arts du Canada :
  - Coucher de lune à Brucebo
  - Femme se baignant à Capri
  - Les charrons, 1894, huile sur toile
- Paris, Musée d'Orsay : Marine, huile sur toile, 74 x 92,5 cm, 1889, RF 1980 64[11].
- Stockholm, Nationalmuseum : 
  - Le Palais royal de Stockholm
  - Le départ du bateau, huile sur toile, 27 x 35 cm, NM 1658
  - Brouillard du matin
  - Sur le quai
  - Pins dans la neige
  - Studio de plein air, huile sur toile, 73 x 92 cm, NM 3289

Studio de plein air
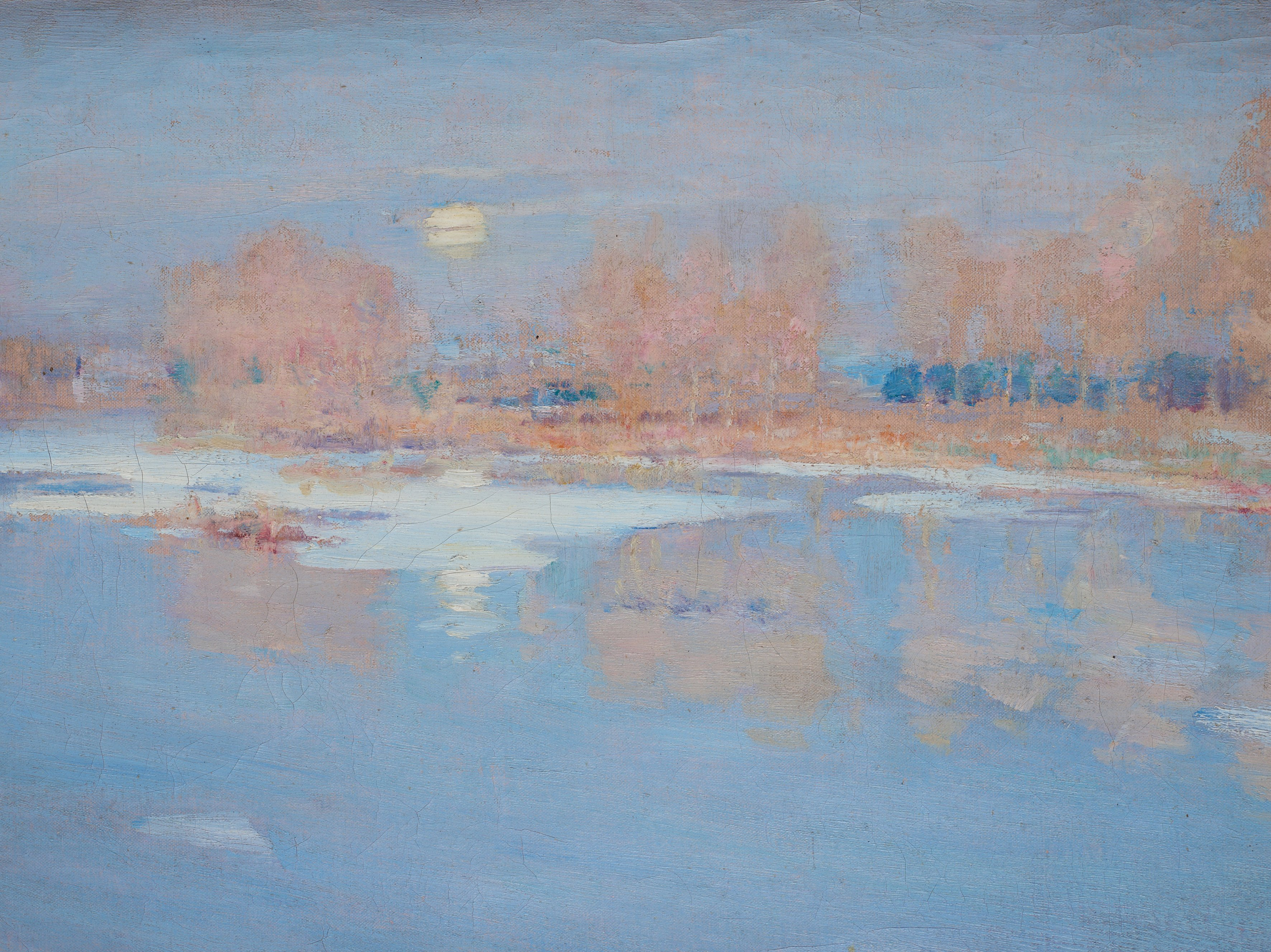
Hiver à Grez, huile sur toile, 1893
Le départ du bateau

### Collections privées
- La Pluie, Giverny, huile sur toile, 66 × 91 cm, Spanierman Gallery, New York[12]